# Hull (Massachusetts)
Hull é uma vila localizada no condado de Plymouth no estado estadounidense de Massachusetts. No Censo de 2010 tinha uma população de 10.293 habitantes e uma densidade populacional de 147,93 pessoas por km².

## Geografia
Hull encontra-se localizado nas coordenadas 42° 20′ 25″ N, 70° 52′ 00″ O. Segundo a Departamento do Censo dos Estados Unidos, Hull tem uma superfície total de 69.58 km², da qual 7.25 km² correspondem a terra firme e (89.58%) 62.33 km² é água.

## Demografia
Segundo o censo de 2010, tinha 10.293 pessoas residindo em Hull. A densidade populacional era de 147,93 hab./km². Dos 10.293 habitantes, Hull estava composto pelo 95.23% brancos, o 0.91% eram afroamericanos, o 0.51% eram amerindios, o 0.99% eram asiáticos, o 0.05% eram insulares do Pacífico, o 0.66% eram de outras raças e o 1.65% pertenciam a duas ou mais raças. Do total da população o 1.68% eram hispanos ou latinos de qualquer raça.